# Eleições estaduais em Goiás em 1994
As eleições estaduais em Goiás em 1994 ocorreram em 3 de outubro como parte das eleições gerais no Distrito Federal e em 26 estados. Foram eleitos o governador Maguito Vilela, o vice-governador Naphtali Alves de Souza e os senadores Iris Rezende e Mauro Miranda, além de 17 deputados federais e 41 estaduais. Como nenhum candidato a governador alcançou a maioria dos votos válidos, houve um segundo turno em 15 de novembro e pelo texto da Constituição e da Lei nº. 8.713, a posse aconteceria em 1º de janeiro de 1995, para quatro anos de mandato.
Natural de Jataí, o advogado Maguito Vilela é formado no Centro Universitário de Anápolis em 1974. Professor da rede estadual de ensino, presidiu a Jataiense e foi eleito vereador em sua cidade natal em 1976 pela ARENA presidindo a Câmara Municipal durante a legislatura. Com o fim do bipartidarismo em 1980, ingressou no PMDB e foi eleito deputado estadual em 1982. Eleito deputado federal em 1986, foi signatário da Constituição de 1988, sendo eleito vice-governador de Goiás na chapa de Iris Rezende em 1990, mandato ao qual renunciaria quatro anos depois a fim de disputar o governo estadual, sendo eleito em segundo turno para ocupar o Palácio das Esmeraldas na quarta vitória consecutiva do PMDB. Ressalte-se que Maguito Vilela foi o primeiro governador goiano a romper a marca de um milhão de votos.
O vice-governador eleito foi Naphtali Alves de Souza. Nascido em Morrinhos e engenheiro civil formado na Universidade Federal de Goiás, foi eleito prefeito da cidade onde nasceu pela ARENA em 1976 e no curso do mandato ingressou no PDS, legenda que trocaria pelo PMDB quando seu primo, Iris Rezende, tornou-se governador. Diretor do Consórcio Rodoviário Intermunicipal, foi eleito deputado federal em 1986, assinou a Constituição de 1988 e foi reeleito em 1990. Posteriormente foi secretário de Transportes no segundo governo Iris Rezende.

## Resultado da eleição para governador

### Primeiro turno
| Candidatos a governador do estado | Candidatos a vice-governador | Número | Coligação                                            | Votação | Percentual |
| --------------------------------- | ---------------------------- | ------ | ---------------------------------------------------- | ------- | ---------- |
| Maguito Vilela PMDB               | Naphtali Alves de Souza PMDB | 15     | Progresso em Dobro (PMDB, PL, PRN, PRP)              | 669.286 | 42,54%     |
| Lúcia Vânia PP                    | Walter Rodrigues PSDB        | 39     | Goiás para Todos (PP, PSDB, PTB)                     | 401.512 | 25,52%     |
| Ronaldo Caiado PFL                | Nerivaldo Costa PPR          | 25     | Vamos Mudar Goiás (PFL, PPR)                         | 364.767 | 23,18%     |
| Luiz Antônio de Carvalho PT       | Carlos Grand PCdoB           | 13     | Frente Goiás Popular (PT, PCdoB, PPS, PMN, PV, PSTU) | 137.731 | 8,75%      |
| Fontes:                           |                              |        |                                                      |         |            |

### Segundo turno
| Candidatos a governador do estado | Candidatos a vice-governador | Número | Coligação                               | Votação   | Percentual |
| --------------------------------- | ---------------------------- | ------ | --------------------------------------- | --------- | ---------- |
| Maguito Vilela PMDB               | Naphtali Alves de Souza PMDB | 15     | Progresso em Dobro (PMDB, PL, PRN, PRP) | 1.013.186 | 56,42%     |
| Lúcia Vânia PP                    | Walter Rodrigues PSDB        | 39     | Goiás para Todos (PP, PSDB, PTB)        | 782.676   | 43,58%     |
| Fontes:                           |                              |        |                                         |           |            |

## Biografia dos senadores eleitos

### Iris Rezende
Por falar em Iris Rezende, o mesmo foi o primeiro senador goiano a se eleger com mais de um milhão de votos como reflexo de uma carreira política iniciada em 1958 no PTB ao eleger-se vereador de Goiânia sendo escolhido presidente da Câmara Municipal. Advogado formado dois anos depois pela Universidade Federal de Goiás, migrou para o PSD e em 1962 foi eleito deputado estadual. Presidente da Assembleia Legislativa quando o Regime Militar de 1964 cassou o governador Mauro Borges, foi eleito prefeito de Goiânia em 1965, mas teve o mandato cassado pelo Ato Institucional Número Cinco em 1969. De volta à política, foi eleito governador de Goiás via PMDB em 1982 e 1990 e nesse ínterim foi ministro da Agricultura e ministro interino de Minas e Energia no governo do presidente José Sarney.

### Mauro Miranda
A segunda cadeira de senador foi destinada ao engenheiro civil Mauro Miranda. Nascido em Uberaba e graduado na Escola de Engenharia do Triângulo Mineiro, ocupou cargos de direção no Departamento de Estradas de Rodagem de Goiás e trabalhou na iniciativa privada. No exterior fez cursos ligados à área de pavimentação asfáltica nos Estados Unidos e na França. Diretor-geral do Departamento de Estradas de Rodagem no primeiro governo Iris Rezende, foi eleito deputado federal pelo PMDB em 1986 e 1990 e depois senador. Mauro Miranda é irmão de Marcelo Miranda, político que foi prefeito de Campo Grande, governador de Mato Grosso do Sul e senador pelo respectivo estado.

## Resultado da eleição para senador
Foram apurados 2.983.363 votos nominais.
| Candidatos a senador da República | Candidatos asuplente de senador                               | Número | Coligação                                              | Votação   | Percentual |
| --------------------------------- | ------------------------------------------------------------- | ------ | ------------------------------------------------------ | --------- | ---------- |
| Iris Rezende PMDB                 | Otoniel Machado PMDB Cyro Miranda Jr. PL                      | 152    | Progresso em Dobro (PMDB, PL, PRN, PRP)                | 1.133.985 | 38,01%     |
| Mauro Miranda PMDB                | Albino Boaventura PMDB Durval Milhomem PMDB                   | 153    | Progresso em Dobro (PMDB, PL, PRN, PRP)                | 558.671   | 18,73%     |
| Paulo Roberto Cunha PPR           | Joveny de Oliveira PPR Otaviano da Cruz Vieira PPR            | 112    | Vamos Mudar Goiás (PFL, PPR)                           | 499.460   | 16,74%     |
| Nion Albernaz PSDB                | Ademar de Souza Borges PP Valdecir Alves de Oliveira PP       | 452    | Goiás para Todos (PP, PSDB, PTB)                       | 300.707   | 10,08%     |
| Athos Pereira da Silva PT         | Brasigois Felício Carneiro PPS Ilderico José da Silva Lima PT | 132    | Frente Goiás Popular (PT, PC do B, PPS, PMN, PV, PSTU) | 183.871   | 6,16%      |
| Délio Menezes Sena PFL            | Lindolfo Canedo Machado PFL Luís Antonio Carvalho PFL         | 252    | Vamos Mudar Goiás (PFL, PPR)                           | 157.176   | 5,27%      |
| Juarez Bernardes PSDB             | Reinaldo Coelho PSDB Maxuel Elias Borges PP                   | 453    | Goiás para Todos (PP, PSDB, PTB)                       | 74.948    | 2,51%      |
| Divino Goulart da Silva PCdoB     | Everaldo Antonio Pastore PV José Bento Evangelista PPS        | 652    | Frente Goiás Popular (PT, PC do B, PPS, PMN, PV, PSTU) | 74.545    | 2,50%      |
| Fontes:                           |                                                               |        |                                                        |           |            |

## Deputados federais eleitos
São relacionados os candidatos eleitos com informações complementares da Câmara dos Deputados.

Representação eleita
  PMDB: 7
  PPR: 2
  PP: 2
  PTB: 1
  PRN: 1
  PSDB: 1
  PCdoB: 1
  PT: 1
  PFL: 1

| Número  | Deputados federais eleitos | Partido | Votação | Percentual | Cidade onde nasceu | Unidade federativa |
| 1509    | Lídia Quinan               | PMDB    | 103.486 | 8,28%      | Campinas           | São Paulo          |
| 1519    | Sandro Mabel               | PMDB    | 61.735  | 4,94%      | Ribeirão Preto     | São Paulo          |
| 1105    | Roberto Balestra           | PPR     | 47.647  | 3,81%      | Inhumas            | Goiás              |
| 1110    | Maria Valadão              | PPR     | 44.614  | 3,57%      | Anicuns            | Goiás              |
| 1414    | Pedrinho Abrão             | PTB     | 42.812  | 3,43%      | Goiânia            | Goiás              |
| 3910    | Marconi Perillo            | PP      | 40.258  | 3,22%      | Goiânia            | Goiás              |
| 1502    | Barbosa Neto               | PMDB    | 36.188  | 2,90%      | Goiânia            | Goiás              |
| 3636    | José Gomes da Rocha        | PRN     | 34.886  | 2,79%      | Itumbiara          | Goiás              |
| 3999    | Pedro Canedo               | PP      | 34.662  | 2,77%      | Anápolis           | Goiás              |
| 1550    | Rubens Cosac               | PMDB    | 33.493  | 2,68%      | Ipameri            | Goiás              |
| 1549    | Orcino Gonçalves           | PMDB    | 30.492  | 2,44%      | Frutal             | Minas Gerais       |
| 4545    | Jovair Arantes             | PSDB    | 29.788  | 2,38%      | Buriti Alegre      | Goiás              |
| 6565    | Aldo Arantes               | PCdoB   | 29.545  | 2,36%      | Anápolis           | Goiás              |
| 1314    | Pedro Wilson Guimarães     | PT      | 29.057  | 2,33%      | Marzagão           | Goiás              |
| 1531    | Josias Gonzaga             | PMDB    | 28.041  | 2,24%      | Goiás              | Goiás              |
| 1530    | João Natal                 | PMDB    | 27.935  | 2,24%      | Macaúbas           | Bahia              |
| 2525    | Vilmar Rocha               | PFL     | 25.827  | 2,07%      | Rio Verde          | Goiás              |
| Fontes: |                            |         |         |            |                    |                    |

## Deputados estaduais eleitos
Estavam em jogo quarenta e uma cadeiras na Assembleia Legislativa de Goiás.

Representação eleita
  PMDB: 11
  PL: 5
  PSD: 5
  PPR: 4
  PFL: 4
  PSDB: 4
  PP: 3
  PT: 3
  PCdoB: 1
  PTB: 1

| Número  | Deputados estaduais eleitos | Partido | Votação | Percentual | Cidade onde nasceu        | 'Unidade federativa |
| 11120   | Nelci Silva Spadoni         | PPR     | 19.532  | 1,34%      | São Roque                 | São Paulo           |
| 15166   | Pedro Pinheiro Chaves       | PMDB    | 18.940  | 1,29%      | São Domingos              | Goiás               |
| 15102   | Francisco Roberto Tomazini  | PMDB    | 18.227  | 1,25%      | Nuporanga                 | São Paulo           |
| 15136   | Liosmar Evaristo Mendanha   | PMDB    | 17.286  | 1,18%      | Inhumas                   | Goiás               |
| 15108   | Mara Merly de Pina Naves    | PMDB    | 16.606  | 1,14%      | Goianésia                 | Goiás               |
| 15162   | Dária Alves Rodrigues       | PMDB    | 16.293  | 1,11%      | Trindade                  | Goiás               |
| 25111   | Hélio Antônio de Sousa      | PFL     | 16.156  | 1,10%      | Buriti Alegre             | Goiás               |
| 39133   | Onaide Silva Santillo       | PP      | 15.980  | 1,09%      | Anápolis                  | Goiás               |
| 11144   | Aluzair Rosa dos Santos     | PPR     | 15.382  | 1,05%      | Morrinhos                 | Goiás               |
| 25190   | Sandes Júnior               | PFL     | 15.304  | 1,05%      | Porto Nacional            | Tocantins           |
| 15159   | Luiz Bittencourt            | PMDB    | 14.915  | 1,02%      | Goiânia                   | Goiás               |
| 15141   | Jose Essado Neto            | PMDB    | 14.174  | 0,97%      | Inhumas                   | Goiás               |
| 22280   | José Nelto                  | PL      | 14.138  | 0,97%      | Tiros                     | Minas Gerais        |
| 65111   | Denise Aparecida Carvalho   | PCdoB   | 13.007  | 0,89%      | São Paulo                 | São Paulo           |
| 13170   | José Lopes                  | PT      | 12.650  | 0,86%      | Petrolina de Goiás        | Goiás               |
| 15152   | Mário Miguel Ghannam        | PMDB    | 12.634  | 0,86%      | Goiânia                   | Goiás               |
| 15186   | Romilton Moraes             | PMDB    | 12.452  | 0,85%      | Goiânia                   | Goiás               |
| 15101   | Helenês Cândido             | PMDB    | 12.370  | 0,85%      | Morrinhos                 | Goiás               |
| 45110   | Paulo Serrano Borges        | PSDB    | 12.228  | 0,84%      | Jataí                     | Goiás               |
| 15110   | Jossivani de Oliveira       | PMDB    | 12.131  | 0,83%      | Goiânia                   | Goiás               |
| 25101   | Odair de Resende            | PFL     | 11.437  | 0,78%      | Quirinópolis              | Goiás               |
| 11116   | Tião Caroço                 | PPR     | 10.738  | 0,73%      | Formosa                   | Goiás               |
| 22123   | Antonino Camilo de Andrade  | PL      | 10.717  | 0,73%      | Patos de Minas            | Minas Gerais        |
| 41108   | Tito Coelho Cardoso         | PSD     | 10.477  | 0,72%      | Itapuranga                | Goiás               |
| 41138   | Carlos Luz Elias            | PSD     | 10.439  | 0,71%      | Uberlândia                | Minas Gerais        |
| 41122   | Ricardo Yano                | PSD     | 10.393  | 0,71%      | Goiânia                   | Goiás               |
| 39188   | Luiz Teixeira Chaves        | PP      | 10.299  | 0,70%      | Niquelândia               | Goiás               |
| 11112   | Ibsen de Castro             | PPR     | 10.290  | 0,70%      | Morrinhos                 | Goiás               |
| 45190   | Nei Dias Percussor          | PSDB    | 10.258  | 0,70%      | Trindade                  | Goiás               |
| 22133   | José Silveira Lima          | PL      | 9.854   | 0,67%      | São Francisco do Maranhão | Maranhão            |
| 14111   | Eurípedes Pereira Ferreira  | PTB     | 9.755   | 0,67%      | Catalão                   | Goiás               |
| 22102   | Geovan Freitas Carvalho     | PL      | 9.527   | 0,65%      | Jataí                     | Goiás               |
| 45155   | José Luciano da Fonseca     | PSDB    | 9.430   | 0,64%      | Itaberaí                  | Goiás               |
| 25188   | Luiz Antônio Caiado         | PFL     | 9.190   | 0,63%      | Goiânia                   | Goiás               |
| 22144   | Abdul Hamid Sebba           | PL      | 9.137   | 0,62%      | Araguari                  | Minas Gerais        |
| 13103   | Valdi Camrcio Bezerra       | PT      | 8.894   | 0,61%      | Porto Nacional            | Tocantins           |
| 45150   | Sebastião Tejota            | PSDB    | 8.836   | 0,60%      | Montalvânia               | Minas Gerais        |
| 41118   | Paulo Rodrigues de Freitas  | PSD     | 8.820   | 0,60%      | Cachoeira Alta            | Goiás               |
| 41104   | Francisco Bento da Silva    | PSD     | 8.484   | 0,58%      | São José de Piranhas      | Paraíba             |
| 39120   | Doriocan José dos Santos    | PP      | 8.332   | 0,57%      | Catalão                   | Goiás               |
| 13111   | Humberto Aidar              | PT      | 6.959   | 0,48%      | Inhumas                   | Goiás               |
| Fontes: |                             |         |         |            |                           |                     |